# Фолдс, Нил
Нил Фолдс (англ. Neal Foulds, родился 13 июля 1963 года) — английский бывший профессиональный игрок в снукер. Сейчас работает спортивным комментатором. За карьеру заработал чуть менее миллиона фунтов стерлингов, однако позднее обанкротился.

## Карьера
Став профессионалом в 1983, Нил достаточно быстро поднялся до высоких мест в рейтинге. Свой единственный рейтинговый титул он завоевал в 1986 — BCE International, в финале обыграв Клиффа Торбурна, 12:9.
В 1987 вышел в 1/2 чемпионата мира, где уступил Джо Джонсону, 9:16. Был в финале Мастерс-1988 и чемпионата Великобритании-1986.
Дважды завоёвывал Кубок Наций со сборной Англии вместе с Джимми Уайтом и Стивом Дэвисом.
Сейчас работает комментатором на каналах «Sky Sports», «BBC» и «British Eurosport». В частности, ведёт трансляции с матчей Премьер-лиги. Также является «голосом» букмекерской компании «Ladbrokes», специализирующейся на спортивных ставках.
В бытность игрока его менеджерами в разное время были Барри Хирн и Джефф Фолдс.

## Победы на турнирах

### Рейтинговые турниры
- BCE International — 1986

### Нерейтинговые турниры
- Dubai Masters — 1988
- Scottish Masters — 1992
- Pot Black Cup — 1992
- Pontins Professional — 1987, 1991

### Командные турниры
- Fersina Windows World Cup (с командой Англии) — 1988, 1989